# Leucania sanguinis
Leucania sanguinis là một loài bướm đêm trong họ Noctuidae.